# Seven Arctic
Seven Arctic — глибоководне будівельне та трубоукладальне судно, яке до того ж має кранове обладнання великої вантажопідйомності.

## Характеристики
Судно спорудили у 2016 році на південнокорейській верфі Hyundai Heavy Industries для одного з провідних гравців ринку офшорних послуг Subsea 7. Тут же в Ульсані його обладнали потужним краном розробки компанії Huisman, доставленим з китайського Чжанчжоу судном для перевезення великовагових вантажів Happy Star.
Seven Arctic здатне здійснювати будівельні роботи та провадити укладання гнучких труб на глибинах до 3000 метрів. Його кран має вантажопідйомність 1000 тонн, а трубоукладальна вежа 600 тонн, при цьому роботи провадяться через центральний люк (moonpool) розмірами 8,75х7,2 метра. Робоча палуба судна при площі у 2600 м2 розрахована на 5400 тонн вантажу з максимальним навантаженням 10 т/м2. Вона підсилена на випадок встановлення каруселі для труб ємністю 3000 тонн, а під палубою можливе розміщення 7000 тонн гнучких труб та інших призначених для укладання допоміжних комунікацій (umbilical).
Судно має два дистанційно керовані підводні апарати (ROV), здатні виконувати завдання на глибинах до 3000 метрів.
Seven Arctic пересувається до місця виконання робіт з операційною швидкістю 15 вузлів, а його силова установка складається із шести двигунів HiMSEN 9H32/40 потужністю по 4,5 МВт. Точність встановлення забезпечується системою динамічного позиціювання DP3.
На борту наявні каюти для 132 осіб. Доставка персоналу та вантажів може здійснюватись з використанням гелікоптерного майданчика судна, який розрахований на прийом машин типу Sikorsky S92 або AugustaWestland AW101.

## Завдання судна
Весною 2017 року Seven Arctic задіяли для виконання завдань на нафтовому родовищі компанії Dana біля Шетландських островів.
Невдовзі судно відвідало східне Середземномор'я, де його залучили до встановлення окремих елементів підводного облаштування єгипетських газових  родовищ Таурус та Лібра (видали першу продукцію в 2017-му).
Також можливо відзначити, що ще до завершення судна оголосили про наміри використати його для робіт на так само єгипетському газовому родовищі Атолл, яке знаходиться в районі з глибиною біля 900 метрів. Тут зокрема треба було прокласти 105 кілометрів допоміжних комунікацій, які б з'єднали родовище з узбережжям.